# Motion sur la nation québécoise
La motion sur la nation québécoise a été déposée par le Premier ministre du Canada Stephen Harper le 22 novembre 2006 et approuvée par la Chambre des communes du Canada le 27 novembre 2006. Le texte se lit comme suit:
« Que cette Chambre reconnaisse que les Québécoises et les Québécois forment une nation au sein d'un Canada uni ».
et, en anglais :
« That this House recognize that the Québécois form a nation within a united Canada ».

## Caractère symbolique de la motion
Il est important de préciser qu'il s'agit d'une motion symbolique, car elle ne modifie pas la Loi constitutionnelle de 1867, qui énonce que le Québec est l'une des provinces du Canada. Elle n'a pas été entérinée non plus par le Sénat, seconde branche de la législature fédérale. Il y a très peu d'engouement pour les modifications constitutionnelles depuis l'échec de l'accord du Lac Meech et les politiciens se trouvent dans une situation où ils ne peuvent que faire des déclarations symboliques.
Une modification non symbolique du statut constitutionnel de la province de Québec exige en principe de suivre la procédure de modification de la Constitution du Canada. Les principales formules de modification exigent soit le consentement de sept provinces sur dix comportant 50 % de la population, soit l'unanimité des provinces.

### Tentative de concrétiser la motion sur la nation québécoise
Cela dit, le ministre Simon Jolin-Barrette a proposé en mai 2021 d'utiliser le mécanisme de l'article 45 de la Loi constitutionnelle de 1982 pour insérer dans la Loi constitutionnelle de 1867 que les Québécois forment une nation. Cela lui aurait été suggéré par Hubert Cauchon et Patrick Taillon de l'Université Laval.
.

## Contexte historique
Le débat de la nationalité québécoise se concentre sur la question du statut de la province de Québec et sa population principalement francophone. Durant la Révolution tranquille des années 1960, l'expression « Québécois » a remplacé celle de « Canadiens français », expression que le peuple du Québec a choisi pour définir son identité culturelle et nationale. L'identité québécoise moderne est laïque, basée sur un idéal social-démocrate, l'État québécois et sur la promotion de la langue française dans les arts, l'éducation et les affaires de la province. Politiquement, ceci a abouti à un mouvement vers plus d'autonomie provinciale. Ainsi, le Québec est la seule province à s'être dotée d'une loi de l'impôt sur le revenu.

## Évolution de la motion
Le débat sur la reconnaissance du gouvernement fédéral de la nation québécoise a été initié durant la course à la direction du Parti libéral du Canada le 10 septembre 2006 à Québec. Le candidat Michael Ignatieff, politologue, a proposé que le Québec devrait être reconnu comme une nation dans la constitution canadienne. Quand l'aile du Québec des Libéraux fédéraux a adopté une résolution semblable le 21 octobre 2006, beaucoup de Libéraux ont commencé à mettre en doute le jugement d'Ignatieff. Dans son livre Le Sang et l'Appartenance, Ignatieff avait soutenu la cause du nationalisme civique basé sur « une communauté de citoyens égaux, sujets de droit, s'étaient unis dans l'attachement patriotique à un ensemble partagé de pratiques politiques et de valeurs ». Il approuvait « une nation, avec une langue, une histoire, une culture et un territoire qui les désigne comme un peuple distinct", ce qui ressemble au nationalisme ethnique. Justin Trudeau a critiqué Ignatieff pour son manque de jugement politique.
Le candidat Stéphane Dion a tenté de réconcilier les positions du Parti libéral en faisant circuler un projet de motion qui changerait la formulation de la motion originale.
Le chef du Bloc québécois, Gilles Duceppe a déposé une motion à la chambre des communes le 23 novembre 2006 qui, comme la résolution de 2003 du Parti québécois adoptée à l'unanimité par l'Assemblée Nationale, reconnait la nation québécoise. Il savait que la motion serait probablement rejetée et que cela démontrerait encore une fois que le Canada, ne reconnaissait pas l'identité québécoise. Si la motion avait passée, il aurait pu s'en servir pour exiger la souveraineté du Québec.
Le 22 novembre 2006, le premier ministre conservateur Stephen Harper présente la Motion sur la nation québécoise le jour avant le vote sur la motion du Bloc québécois. Les membres du Bloc québécois ont d'abord rejeté cette motion la jugeant trop partisane et fédéraliste mais ont supporté la motion lors du vote.

## Vote à la chambre des communes
La Chambre des communes a majoritairement adopté la motion (265 votes pour et 16 contre). Il y avait 308 sièges à la chambre des communes mais deux n'étaient pas occupés au moment du vote, 20 députés étaient absents au moment du vote et trois se sont abstenus. Le Premier ministre Harper a ordonné aux députés conservateurs de ne pas s'opposer à la motion sous peine d'être expulsés du caucus. Le ministre des Affaires intergouvernementales Michael Chong a démissionné de son poste et s'est abstenu de voter.
Les membres du Nouveau Parti démocratique et du Bloc québécois ont tous voté pour la motion tandis que quinze députés libéraux ont voté contre.

## Soutien populaire
Un sondage, auprès de 1 500 Canadiens, effectué par la firme Léger pour l'Association d'études canadiennes en novembre 2006 a démontré que les Canadiens étaient divisés sur la question. 48 % des sondés reconnaissaient que les Québécois formaient une nation alors que 47 % étaient en désaccord. La division est encore plus claire sur le plan linguistique : 78 % des francophones reconnaissaient la nation québécoise seulement 38 % des anglophones la reconnaissaient.

## Aucun impact en droit international
En droit international, une équivalence est admise entre le concept de nation et le concept d'État indépendant[citation nécessaire]. Les critères de définition d'un État indépendant sont ceux énoncés dans la convention de Montevideo : « être peuplé en permanence, contrôler un territoire défini, être doté d’un gouvernement, et être apte à entrer en relation avec les autres États ».
Par une simple application de ces critères, on peut constater que bien que le Québec soit peuplé en permanence et qu'il possède un gouvernement local, il n'a pas l'exclusivité du contrôle de son territoire car, entre autres, il paie de l'impôt au gouvernement fédéral canadien, qui situé en dehors de ses frontières à Ottawa et il est défendu militairement par les Forces armées canadiennes.[Interprétation personnelle ?]
D'autre part, la possibilité d'entrer en relation avec d'autres États n'est pas un critère suffisant à la formation d'un État indépendant. À cet égard le professeur de droit international public Stéphane Beaulac explique que les ententes par lesquelles le Québec établit des relations avec des pays ou des entités étrangères sont des ententes administratives autorisées par le droit constitutionnel canadien plutôt que de véritables traités internationaux. Par conséquent, il serait faux de prétendre que les ententes administratives québécoises avec la France ou avec certains États des États-Unis peuvent servir d'argument pour affirmer que le Québec a déjà certaines qualités d'un État indépendant parce que tout ce que le Québec fait internationalement se fait avec le consentement du gouvernement fédéral.